# 제천차량사업소
제천차량사업소(堤川車輛事業所)는 제천역과 제천조차장역, 봉양역에 걸친 중앙선, 태백선, 충북선 열차의 차량사업소이다. 전기 기관차와 객차 경정비 업무를 주로 수행하고 있다. 제천열차승무사업소와 제천기관차승무사업소가 같이 위치하고 있다.
서류상으로 제천역은 2면 6선 구조이나 그 뒤로 많은 선로가 있는데, 해당 선로가 차량사업소에 포함된다. 제천조차장역 인근 선로 상단에는 공항의 관제탑과 비슷한 시설이 있다. 다른 차량사업소보다는 화차의 활용이 많다.
인근에 대전철도차량정비단 동력차정비센터가 위치하고 있다.

## 같이 보기
- 영주차량사업소 : 중앙선의 여객 열차 검수 담당, 전기기관차의 검수 담당.
- 대전차량사업소 : 대전조차장역 내부의 경부선 차량기지이며, 여객열차와 가스 화차 등의 수송 업무를 맡는다.
- 수색차량사업소 : 경부선, 호남선 경유 여객열차의 차량기지이며, 중앙 철도 기지창이다.